# Église Saint-Martin de Vrécourt
L'église Saint-Martin est une église catholique située à Vrécourt, dans le département des Vosges, en France.

## Historique
Un premier sanctuaire existe déjà en 1105, date à laquelle le pape Pascal II évoque Vrécourt  par le terme : "Vrehericurtis". Il s'agit sans doute d'une chapelle ou d'église modeste remplacée au cours du XIIe siècle par un édifice plus grand dont le clocher est le vestige le plus important.
Le clocher, de style roman rhénan du XIIe siècle, est classé au titre des monuments historiques par arrêté du 10 mai 1995. L'église reconstruite au milieu du XVIIIe siècle, entre 1737 et 1749 avec quelques modifications à l'intérieur au XIXe siècle, est inscrite sur l'inventaire supplémentaire des monuments historiques par arrêté du 28 juin 1994.
En 2009, l’association Vrécourt Culture Patrimoine entreprend de faire restaurer l'église.

## Mobilier
L'édifice contient une statuette reliquaire de saint Martin en argent en partie doré et cuivre doré,.